# Pedro Fernández Mata
Pedro Fernández Mata fue el vigésimo primer maestre de la Orden de Santiago. Su mandato va del 1286 al 1293. El 16 de noviembre de 1288, dentro del catálogo de regestas del Monasterio Santa Eufemia de Cozuelos, firma en  Villasila de Valdavia un documento por el cual se dirige a los comendadores, concejos, alcaldes, jueces, y portazgueros, concediendo libertad de pastos y aguas a los ganados del monasterio de Santa Eufemia en todo el reino de León.
| Predecesor: Gonzalo Martel | Maestre de la Orden de Santiago 1286 - 1293 | Sucesor: Juan Osórez |